# Kurkijärvi (sjö i Kuhmois, Mellersta Finland)
Kurkijärvi är en sjö i kommunen Kuhmois i landskapet Mellersta Finland i Finland. Sjön ligger 126,6 meter över havet. Arean är 70 hektar och strandlinjen är 9,23 kilometer lång. Sjön  ingår i Kumo älvs huvudavrinningsområde.   Den ligger omkring 73 kilometer sydväst om Jyväskylä och omkring 170 kilometer norr om Helsingfors.
Ständerna tillhör Isojärvi nationalpark utom de södra delarna av Kurkilahti. Själva sjön ingår inte i nationalparken.